# Джонс, Лоло
Лори «Лоло» Джонс (англ. Lori "Lolo" Jones, род. 5 августа 1982 года) — американская легкоатлетка и бобслеистка. В беге специализировалась на дистанциях 60 и 100 метров с барьерами. Она завоевывала золотые медали на национальных первенствах в закрытых помещениях в 2007, 2008 и 2009 годах в беге на 60 метров с барьерами, а также золотые медали на чемпионатах мира в закрытых помещениях в 2008 и 2010 годах. В 2010 году Джонс установил рекорд США по бегу на 60 метров с барьерами — 7,72 с, который был побит только в 2018 году.
На Олимпийских играх 2008 года была фавориткой на дистанции 100 м с/б. В финале Джонс лидировала, но споткнулась о предпоследний барьер и осталась только седьмой. Через 4 года Джонс также претендовала на награды, но финишировала четвёртой.
В 2012 году вошла в составе сборной США по бобслею в качестве разгоняющей. Двукратная чемпионка мира по бобслею. В 2013 году выиграла золото чемпионата мира в смешанной бобслейно-скелетонной эстафете (в экипаже с пилотом Эланой Майерс). В 2014 году она представляла США на зимних Олимпийских играх 2014 года, таким образом она стала одним из немногих спортсменов, участвовавших как в летних, так и зимних Олимпийских играх.
В 2021 году в Альтенберге второй раз стала чемпионкой мира по бобслею в экипажах двоек с пилотом Кейли Хамфрис.

## Личные рекорды
| Чемпионат              | Время в секундах | Место                    | Дата             |
| ---------------------- | ---------------- | ------------------------ | ---------------- |
| 55 метров с барьерами  | 7,57             | Гейнсвилл, Флорида, США  | 2 марта 2003     |
| 60 метров с барьерами  | 7,72             | Доха, Катар              | 13 марта 2010    |
| 100 метров с барьерами | 12,43            | Пекин, Китай             | 18 августа 2008  |
| 60 метров              | 7,29             | Фейетвилл, Арканзас, США | 14 марта 2003    |
| 100 метров             | 11,24            | Штутгарт, Германия       | 10 сентября 2006 |

- Информация согласно IAAF[9]